# The North Water
The North Water és una minisèrie de televisió de 2021 de només cinc episodis basada en la novel·la del mateix títol d'Ian McGuire publicada el 2016. Es tracta d'una coproducció internacional entre l'emissora pública britànica BBC i la cadena pública canadenca en anglès CBC Television en associació amb el canal canadenc de televisió premium Super Channel i el canal de parla francesa ICI Radio-Canada Télé de CBC Television. La sèrie es va estrenar per primer cop als Estats Units el 15 de juliol de 2021 a través d'AMC+ abans d'estrenar-se al Regne Unit a la BBC Two el 10 de setembre de 2021 i al Canadà a Super Channel Fuse una setmana més tard, el 19 de setembre, seguida d'una emissió a CBC Television en anglès i a ICI Radio-Canada Télé en francès.

## Argument
Protagonitzada per Patrick Sumner, un cirurgià irlandès donat de baixa sense honors de l'exèrcit de l'Imperi Britànic i contractat com a metge del vaixell balener Volunteer el 1859. Ben aviat, el metge més aviat elegant i educat acaba estant en desacord amb una tripulació força vulgar, que sospita que algú com Sumner ha de tenir motius ocults per assumir una feina tan ingrata. Però en lloc d'escapar dels horrors del seu passat, Sumner es troba en un viatge desafortunat al costat d'un psicòpata assassí i en una lluita per la supervivència en mig de l'erm àrtic. Al mateix temps, un pèrfid pla de frau d'assegurances per acabar amb la mala indústria de la caça de balenes està en marxa. El propietari del vaixell demana al capità que abandoni el Volunteer de manera que sembli accidental.

## Repartiment
- Jack O'Connell com a Patrick Sumner, metge.
- Colin Farrell com a Henry Drax, arponer.
- Stephen Graham com el capità del Volunteer Arthur Brownlee.
- Tom Courtenay com a Baxter
- Sam Spruell com a Michael Cavendish
- Peter Mullan com el capellà
- Roland Møller com a Otto
- Kieran Urquhart com a Jones
- Philip Hill-Pearson com a McKendrick
- Nive Nielsen com a Anna
- Jonathan Aris com a Corbyn
- Lee Knight com a Stevens
- Gary Lamont com a Webster
- Eliza Butterworth com a Hester
- Mark Rowley com a Bain

## Episodis
| Núm. d'història | Episodi | Títol                        | Direcció     | Guió         | Data d'estrena       |  |
| --------------- | ------- | ---------------------------- | ------------ | ------------ | -------------------- |  |
| 1               | 1       | "Behold the Man"             | Andrew Haigh | Andrew Haigh | 15 de juliol de 2021 |  |
|                 |         |                              |              |              |                      |  |
| 2               | 2       | "We Men Are Wretched Things" | Andrew Haigh | Andrew Haigh | 22 de juliol de 2021 |  |
|                 |         |                              |              |              |                      |  |
| 3               | 3       | "Homo Homini Lupus"          | Andrew Haigh | Andrew Haigh | 29 de juliol de 2021 |  |
|                 |         |                              |              |              |                      |  |
| 4               | 4       | "The Devils of the Earth"    | Andrew Haigh | Andrew Haigh | 5 d'agost de 2021    |  |
|                 |         |                              |              |              |                      |  |
| 5               | 5       | "To Live Is To Suffer"       | Andrew Haigh | Andrew Haigh | 12 d'agost de 2021   |  |
|                 |         |                              |              |              |                      |  |

## Producció
La sèrie va començar el desenvolupament a finals del 2016. L'emissora pública canadenca CBC/Radio-Canada i el canal de televisió premium Super Channel s'afegiren com a coproductors de la sèrie.
El febrer de 2019 es va anunciar que Colin Farrell havia estat seleccionat per protagonitzar la minisèrie. Jack O'Connell s'hi va afegir a l'abril amb Stephen Graham, Tom Courtenay i Peter Mullan entre els repartiments addicionals anunciats. El rodatge del drama va començar l'octubre de 2019, a Hongria[13] i a l'arxipèlag noruec de Svalbard (Spitzbergen), amb l'equip de producció viatjant cap al nord fins a 81 graus, per rodar seqüències de gel, que suposadament és la més llunyana. cap al nord s'ha filmat mai cap drama televisiu.[13]
El maig de 2019, el compositor i artista sonor canadenc Tim Hecker va anunciar que havia estat contractat com a compositor de la sèrie.

## Localització
El rodatge va tenir lloc a Hongria, Noruega, Canadà i Anglaterra. El rodatge va començar a la tardor del 2019 i es va haver d'interrompre el març del 2020 a causa de les restriccions de contacte per contenir la pandèmia de la COVID-19. El setembre de 2020, es va tornar a reprendre.
Un dels primers emplaçaments fou Budapest i els Astra Studios de Mogyoród, a uns 20 km de la ciutat. Més tard a l'arxipèlag noruec d'Svalbard, amb l'equip de producció viatjant cap al nord fins a 81 graus, per rodar seqüències de la banquisa, que suposadament és la més septentrional que cap cap drama televisiu ha filmat. Al Canadà es va filmar al nord de Nunavut, es va trobar que la ciutat d'Iqaluit coberta de gel i amb el seu clima polar era un lloc ideal per a la sèrie. A partir de la represa del rodatge aquest es van completar a Basingstoke, al sud d'Anglaterra.
El vaixell de la sèrie, el Volunteer, que serveix com a escenari principal i lloc de rodatge, és una goleta de tres pals anomenada Activ que fou construïda a Dinamarca el 1951 com a vaixell de càrrega.